# Вайс, Мартин Готтфрид
Мартин Готтфрид Вайс ( Вейсс) (нем. Martin Gottfried Weiss; 3 июня 1905, Вайден-ин-дер-Оберпфальц, Германская империя — 29 мая 1946, тюрьма Ландсберга-на-Лехе) — оберштурмбаннфюрер СС, комендант ряда нацистских концлагерей, включая Нейенгамме, Майданек и Дахау. Военный преступник, казнённый по приговору военного суда Армии США по делу персонала концлагеря Дахау.

## Биография

### Ранние годы
Мартин Готтфрид Вайс родился 3 июня 1905 в городке Вайден-ин-дер-Оберпфальц (Бавария, Германская империя) в многодетной семье служащего железной дороги, католика по вероисповеданию. Кроме Мартина в семье воспитывалось также две дочери. После окончания школы он поступил в машиностроительное училище в Ландсхуте, которое окончил в 1924 году. Впоследствии Вайс некоторое время работал на металлургическом заводе, а затем три года в компании «Upper Palatine», занимающейся производством электрооборудования. В 1926 году Вайс вступил в НСДАП и вскоре помог основать, а позже и ненадолго возглавил местную ячейку Гитлерюгенда в своём родном городе.
В 1928 году Мартин Вайс, заинтересовавшись электромеханикой, переехал в Бад-Франкенхаузен-Кифхойзер, где поступил в местное училище для изучения электрооборудования. Он окончил училище в 1930 году, но ещё около двух лет оставался при нём в качестве преподавателя. В апреле 1932 года Вайс уволился и вернулся в родной город, где летом того же года присоединился к СС. В 1934 году Мартин Вайс женился, в семье позже родилось двое детей.

### Служба в СС
С апреля по ноябрь 1933 года Мартин Вайс работал охранником в концентрационном лагере Дахау. С ноября 1933 по февраль 1938 года был главой инженерной службы лагеря. С марта 1938 по апрель 1940 годов занимал должность личного адъютанта при комендантах лагеря Гансе Лорице и Александре Пиорковски. В апреле 1940 года назначен руководителем строительства, а в ноябре и комендантом концлагеря Нойенгамме. С 8 апреля по начало июля 1942 года совмещал эту должность с должностью коменданта рабочего лагеря Арбайтсдорф, затем передал дела своему заместителю Вильгельму Шитли.
1 сентября 1942 года Мартин Вайс был назначен комендантом концлагеря Дахау, сменив на этом посту Алекса Пиорковски. Вайс оставался на посту коменданта Дахау до 1 ноября 1943 года. Под руководством Мартина Вайса в лагере были улучшены условия содержания заключенных, а отношение охраны к ним стало более гуманным. Тем не менее Вайс понёс личную ответственность за умерщвление 342 заключённых концлагеря в результате насильственной эвтаназии согласно нацистской директиве 14f13. Кроме того, по приказу Вайса в период его комендантства были казнены 53 заключённых (35 через повешение, 18 через расстрел).
1 ноября 1943 года Вайс был переведён на должность коменданта концлагеря Майданек, сменив на этом посту Германа Флорштедта, отстранённого от должности и арестованного СС по обвинению в коррупции и массовых хищениях собственности нацистской Германии. Вайс прибыл в лагерь 4 ноября, на следующий день после совершённой массовой казни 17 000 новоприбывших заключённых, отобранных для умерщвления. Мартин Вайс лично руководил процессом уничтожения свидетельств и останков заключённых. 18 мая 1944 года ему было присвоено звание оберштурмбаннфюрера СС.
C 1 ноября 1944 года по 25 апреля 1945 года Вайс был руководителем производственных работ в трудовом лагере Мюльдорф, где в пещерах находилось два завода по производству истребителей Messerschmitt Me.262. Под его руководством заводы работали до последних дней Третьего Рейха, а в лагере от измождения и болезней умерло несколько тысяч заключённых, чей принудительный труд активно использовался на производстве.

### Арест, суд и казнь
В апреле 1945 года Вайс был снова назначен комендантом Дахау, однако оставался в этой должности всего два дня, с 26 по 28 апреля 1945 года, после чего вследствие стремительного приближения союзных войск был вынужден вместе с частью охраны и персонала бежать из лагеря всего за день до его освобождения. Тем не менее, уже днём 29 апреля 1945 года Мартин Вайс был арестован в Мюнхене 19-летним капралом армии США Генри Сенгером, остановившем его в городе для банальной проверки документов.
Мартин Вайс проходил главным обвиняемым на судебном процессе над служащими концлагеря Дахау, длившемся с 13 ноября по 13 декабря 1945 года на территории самого Дахау. На суде ему были предъявлены обвинения в «нарушениях законов и обычаев войны», совершении многочисленных военных преступлений и преступлений против человечности. Вайс признал вину лишь частично. В частности, в ответ на обвинения в организации бессудной казни 53 заключённых в период его первого комендантства Дахау заявлял, что все заключенные находились в ведомстве Гестапо и были казнены по приказу РСХА и лично Г. Гиммлера. Кроме того, Вайс заявлял в свою защиту о том, что лично способствовал сдаче концлагеря Дахау союзникам в апреле 1945 года, однако свидетели не подтвердили его слова.
В конечном итоге Мартин Вайс был признан виновным по всем пунктам предъявленных ему обвинений и 13 декабря 1945 года приговорён к смертной казни через повешение. Приговор был приведен в исполнение 29 мая 1946 года во дворе Ландсбергской тюрьмы, в которой всё время после вынесения приговора содержался Вайс и его подчиненные из персонала и администрации лагеря. Казнь Вейсса, М. Редвитца, А. Липпмана, д-ра Ф. Хинтермайера и др. (всего 14 осужденных) осуществил Джон Вудс с ассистентами. Казнь была снята на кинопленку.